# 圣马尔扎诺-奥利韦托
圣马尔扎诺-奥利韦托（義大利語：San Marzano Oliveto），是意大利阿斯蒂省的一个市镇。总面积9.75平方公里，人口1069人，人口密度109.6人/平方公里（2009年）。ISTAT代码为005100。